# Chlorophyllide a
La chlorophyllide a est le précurseur immédiat de la chlorophylle a, correspondant structurellement à cette dernière dépourvue de sa chaîne latérale phytol.
Contrairement aux protochlorophyllides, les chlorophyllides ne sont pas liées à des protéines holochromes et se trouvent à l'état libre dans les cellules végétales, où elles peuvent jouer un rôle photosensibilisant et générer des radicaux libres nocifs.